# Hilihoru (Amandraya)
Hilihoru is een bestuurslaag in het regentschap Nias Selatan van de provincie Noord-Sumatra, Indonesië. Hilihoru telt 845 inwoners (volkstelling 2010).